# Nam khoa
Nam khoa (hay nam học, tiếng Anh: andrology, bắt nguồn từ tiếng Hy Lạp cổ: ἀνήρ, anēr, sở hữu cách: ἀνδρός, andros, "đàn ông"; và -λογία, -logia, "ngành học") là chuyên khoa trong y tế, chăm sóc sức khỏe nam giới, đặc biệt liên quan đến các vấn đề của hệ sinh dục nam và các vấn đề tiết niệu chỉ có ở nam giới. Phụ khoa là ngành chăm sóc sức khỏe của phụ nữ, đặc biệt là sức khỏe sinh sản và tiết niệu.

## Cụ thể
Bệnh nam khoa là sự bất thường trong các mô liên kết liên quan đến cơ quan sinh dục, cũng như sự thay đổi về thể tích của các tế bào, như trong phì đại bộ phận sinh dục.
Từ quan điểm sinh sản và tiết niệu, nam khoa chủ yếu là các thủ tục ngoại khoa như thắt ống dẫn tinh, nối ống dẫn tinh, cố định tinh hoàn (orchidopexy), cắt bao quy đầu, cũng như các can thiệp nhắm đối phó với rối loạn sinh dục nam như sau: 
- Viêm quy đầu
- Ung thư dương vật
- Tinh hoàn lạc chỗ
- Viêm mào tinh hoàn

Giải phẫu sinh dục nam

- Dị tật lỗ đái lệch cao (Epispadias)
- Rối loạn cương dương
- Ngắn hãm dương vật (hay Dây hãm quy đầu ngắn, Frenulum breve)
- Tràn dịch tinh mạc (hay tràn dịch màng tinh hoàn, Hydrocele)
- Dị tật lỗ đái thấp (Hyposepadias)
- Vô sinh
- Dương vật nhỏ (Micropenis)
- Viêm tinh hoàn
- Thắt nghẹt bao quy đầu (Paraphimosis)
- Gãy dương vật
- Bệnh Peyronie
- Hẹp bao quy đầu (Phimosis)
- Hội chứng đau sau thắt ống dẫn tinh
- Chứng cương đau (Priapism)
- Ung thư tuyến tiền liệt
- Viêm tuyến tiền liệt
- Xuất tinh ngược
- Viêm túi tinh
- Thoát vị tinh trùng (Spermatocele)
- Ung thư tinh hoàn
- Xoắn tinh hoàn
- Giãn tĩnh mạch thừng tinh (Varicocele)

## Lịch sử
Không giống như phụ khoa vốn là ngành có rất nhiều chương trình chứng nhận của các hội đồng y tế trên toàn thế giới, nam khoa không được như vậy. Nam khoa mới chỉ được nghiên cứu với tư cách là một chuyên ngành riêng biệt từ cuối những năm 1960. Tạp chí chuyên môn đầu tiên về ngành này là Andrologie, tạp chí của Đức (nay gọi là Andrologia), ra số đầu tiên từ năm 1969.